# 小時代：靈魂盡頭
《小时代4：灵魂尽头》是一部2015年上映的中国都市青春片，为小时代系列电影的第四部也是最后一部，改编自大陆知名作家郭敬明所著同名系列小说的第三部《小时代3.0刺金时代》。本片由浙江华策影视股份有限公司、和力辰光国际文化传媒（北京）有限公司、乐视影业（北京）有限公司等联合出品，乐视影业发行，并由原著作者郭敬明担当编剧并执导，杨幂、郭采洁、陈学冬、郭碧婷、谢依霖领衔主演。影片讲述了急于填补财务漏洞的顾里在得知自己罹患子宫癌后，设计与好姐妹闹翻而将大家全部赶走，试图独自承担一切，但随着其病情被众人知晓，四姐妹又重新聚在一起，顾家的遗产也最终被找到。与原著不同的是，导演在片尾采用了开放式结局。
本片与系列电影的第三部《小时代：刺金时代》一起套拍而成，原定于2015年春节上映。影片档期被迫推迟，最终于2015年7月9日在中国大陆正式公映，7月20日上映加长纪录片版本。

## 角色
| 角色          | 演員   | 簡介 |
| ------------- | ------ | --- |
| 林蕭          | 楊冪   | 《M.E.》雜誌主編宮洺的助理，個性溫和善解人意，喜歡文字，重視友情，一直覺得自己是小人物，時代姐妹花一員，簡溪前女友，因遭簡溪劈腿而失戀，後成為周崇光(陸燒)的女友，一直深愛著周崇光(陸燒)；意外推倒宮勛導致宮勛昏迷而慘遭周崇光(陸燒)冷落，宮勛過世後順從自己心意與周崇光(陸燒)和好。                                                                       |
| 顧里          | 郭采潔 | 《M.E.》雜誌財務總監，富二代，稱號毒蛇女王，但其實刀子嘴豆腐心，，時代姐妹花一員，顧源的妻子，因盛古遭虧空四億無法填補、自身又罹癌，而決定趕走所有人，於是花錢請席城演戲意圖讓大家誤會，卻意外造成唐宛如受傷，後因剩餘三人都知道真相，趕到醫院為顧里打氣，而南湘更是將自己的血輸給了顧里救了她，而後甦醒得知父親外頭的林地是金礦後，出院康復回到家裡靜養。 |
| 周崇光 (陸燒) | 陳學冬 | 《M.E.》雜誌專欄作家，林蕭的男友，宮洺的弟弟，一直深愛著林蕭，因公司變故而被迫假死逃過法律漏洞，並以外國模特兒之姿「陸燒」的身分繼續活著，因林蕭遭到無故解雇感到憤怒，並質問宮勛為何要如此這麼做，意外導致宮勛昏迷，無法面對林蕭及哥哥，後因宮勛過世，決定順從自己心意與林蕭和好。                                                                         |
| 南湘          | 郭碧婷 | 擅長畫畫，夢想成為服裝設計師，美貌出眾，情感細膩，時代姐妹花一員，席城的前女友，衛海的暗戀對象，經由顧里介紹到M.E工作，後因撞見顧里與席城上床而憤怒，意外導致唐宛如受傷，並離開了屬於四姊妹的家，後跟隨宮洺至北京工作，因得知顧里罹癌的所有真相，拋下北京分部的職位到醫院輸血給顧里，後和好。                                                              |
| 唐宛如        | 謝依霖 | 國家羽毛球運動員，心地善良，是搞笑擔當，時代姐妹花一員，暗戀衛海，因顧里演戲混戰中而意外導致嘴角受傷毀了容，經由顧里介紹整形科醫師才恢復原來樣貌，得知顧里罹癌所有真相趕到醫院為顧里打氣，後和好。 |
| Neil          | 李賢宰 | 顧里的表弟，同性戀者，喜歡顧准，與顧准一起調查找到顧里父親的金礦。 |
| 宫洺          | 錦榮   | 陸燒异父异母哥哥（继父之子），南湘的上司，kitty、林蕭的前上司。 |
| 顾准          | 任言愷 | 顧里的弟弟，與Neil有曖昧關係，與Neil一起調查找到父親的金礦。 |
| 席城          | 姜潮   | 南湘的前男友，和南湘自初中開始交往，糾纏至今數度分分合合，愛南湘勝過一切。他是浪子，他危險而又迷人，殘忍而又深情，青木時代中成了摧毀了四姐妹友情的開端，最後被債主圍毆致死。 |
| 叶传萍        | 王琳   | 顧源的母親，不喜歡顧里也不接受，最後因兒子坐牢、顧里罹癌，而接受顧里。 |
| Kitty         | 商侃   | 宮洺的前助理，實為宮勛派去長年在宮洺身邊的臥底。 |
| 顧源          | 柯震東 | 富二代，一直深愛著顧里，為了顧里甚至作假帳而頂替其坐牢，出獄時尋找顧里意外得知顧里罹癌的真相，後成為顧里的丈夫（因演员吸食大麻事件，戏份遭剪辑）。 |

## 電影歌曲
- 主題曲：張惠妹 - 〈靈魂盡頭〉
- 片尾曲：陳學冬 - 〈歲月縫花〉
- 插曲：郁可唯 -  〈時間煮雨〉
- 插曲: 劉忻 -   〈殘忍的纏綿〉
- 插曲: 蘇打綠 -   〈我好想你〉

## 票房
中國大陸首週四天收獲3.69億人民幣列榜首。次週收1.1億列第五位。
| 上一届： 《道士下山》 | 2015年中国内地一周票房冠军 第28周（7月6日—7月12日） | 下一届： 《捉妖记》 |

## 爭議
原主演柯震东由于吸毒事件而在海报和演员表中除名，其正面镜头亦遭删减（参见房祖名柯震东吸毒事件、劣迹令）。

## 其他
因没有烟草镜头，本片于2016年5月18日被中国控制吸烟协会获颁“无烟影视奖”。

## 外部連結
- 电影小时代的新浪微博（简体中文）
- 小時代：靈魂盡頭的Facebook專頁（繁體中文）
- 豆瓣电影上《小時代：靈魂盡頭》的資料 （简体中文）
- 时光网上《小時代：靈魂盡頭》的資料（简体中文）
- 互联网电影数据库（IMDb）上《小時代：靈魂盡頭》的资料（英文）